# Cornelia Polit
Cornelia Polit (n. 18 februarie 1963, Teutschenthal, Saxonia-Anhalt, Germania) este o înotătoare germană, medaliată olimpică. A participat la o ediție a Jocurilor Olimpice (1980) în care a câștigat o medalie de argint.

## Participări
Lista de mai jos prezintă principalele competiții la care a participat Cornelia Polit de-a lungul carierei.
- swimming at the 1980 Summer Olympics – women's 200 metre backstroke[*]